# 1423
Пізнє Середньовіччя •  Відродження •  Реконкіста •  Ганза •  Столітня війна •  Гуситські війни

## Геополітична ситуація
Османську державу очолює Мурад II (до 1444). Імператором Візантії є Мануїл II Палеолог (до 1425), а королем Німеччини Сигізмунд I Люксембург (до 1437). За французький трон борються англійський король Генріх VI та французький дофін Карл VII.
Апеннінський півострів розділений: північ належить Священній Римській імперії, середню частину займає Папська область, південь належить Неаполітанському королівству. Деякі міста півночі: Венеція, Флоренція, Генуя тощо, мають статус міст-республік.
Майже весь Піренейський півострів займають християнські Кастилія і Леон, де править Хуан II (до 1454), Арагонське королівство на чолі з Альфонсо V Великодушним (до 1458) та Португалія, де королює Жуан I Великий (до 1433). Під владою маврів залишилися тільки землі на самому півдні.
Генріха VI проголошено королем Англії (до 1461). У Кальмарській унії (Норвегії, Данії та Швеції) королює Ерік Померанський. В Угорщині править Сигізмунд I Люксембург (до 1437). Королем польсько-литовської держави є Владислав II Ягайло (до 1434). У Великому князівстві Литовському княжить Вітовт.
Частина руських земель перебуває під владою Золотої Орди. Галичина входить до складу Польщі. Волинь належить Великому князівству Литовському. Московське князівство очолює Василь I.
На заході євразійських степів править Золота Орда. У Єгипті панують мамлюки, а Мариніди — у Магрибі. У Китаї править династії Мін. Значними державами Індостану є Делійський султанат, Бахмані, Віджаянагара. В Японії триває період Муроматі.
Цивілізація мая переживає посткласичний період. У долині Мехіко склалася держава ацтеків, де править Чимальпопока (до 1428). Почала зароджуватися цивілізація інків.

## Події

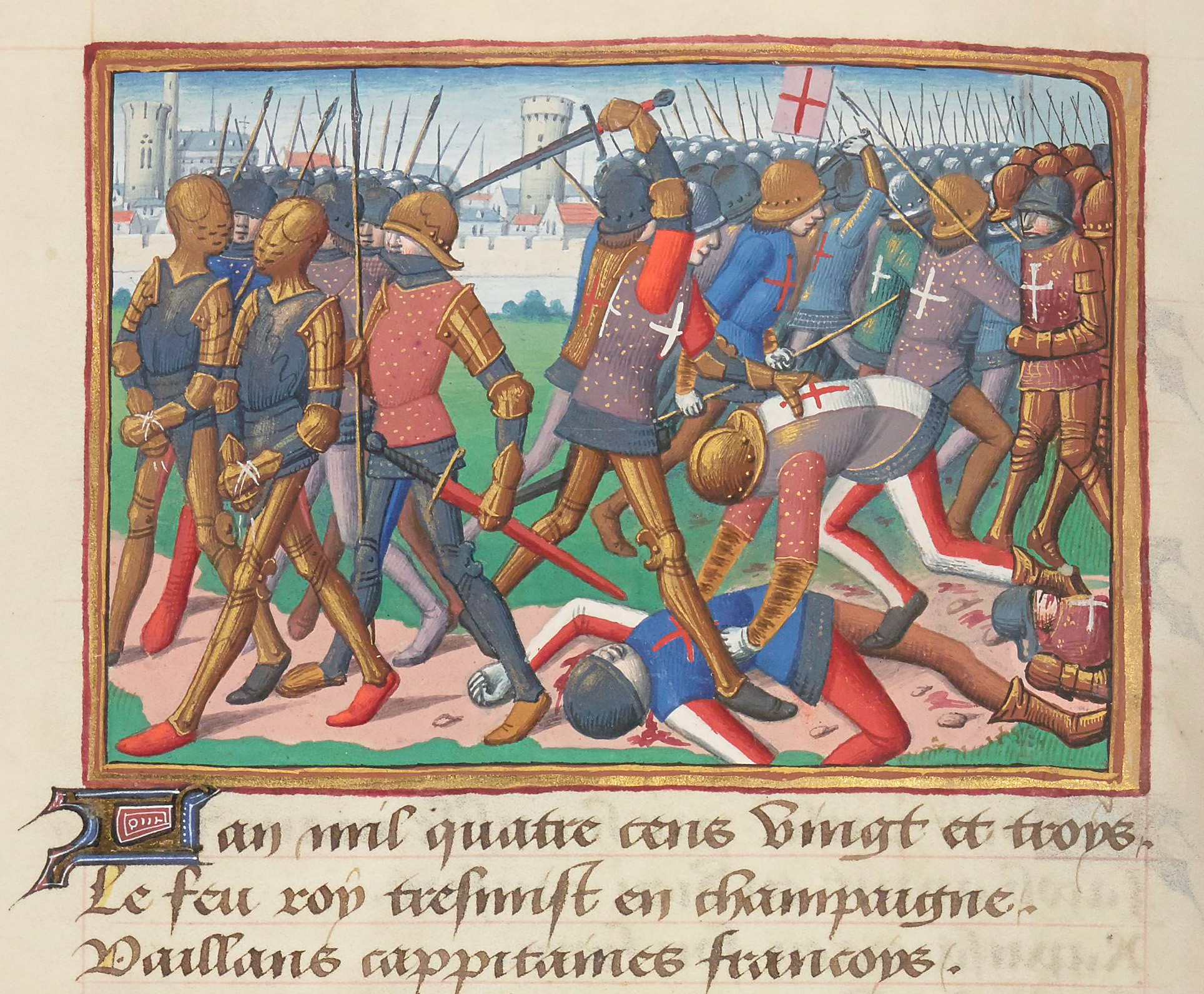
Битва при Кравані

- 27 квітня, біля Горіци, таборити розгромили чашників.
- 21 липня французькі війська зазнали поразки від англійців та бургундців у битві біля Кравана.
- Османські турки вчинили напад на Пелопоннес.
- Сербська деспотовина та Венеційська республіка уклали мир, яким завершилася війна за Шкодер.
- У Барселоні обрано антипапу Климента VIII.
- Королева Неаполя Джованна II оголосила своїм прийомним сином та спадкоємцем Людовика III Анжуйського.
- Китайський імператор Чжу Ді з династії Мін здійснив свій четвертий похід на монголів.
- Сьогуном Японії став Асікаґа Йосікадзу.

## Народились
- 30 травня — Георг фон Пурбах, австрійський астроном і математик
- 3 липня — Людовик XI, король Франції (1461–1483).